# فانتین-لاتور ۱۰۳۱۱
سیارک ۱۰۳۱۱ (به انگلیسی: 10311 Fantin-Latour، نامگذاری:1990QL9) ده هزار و سیصد و یازدهمین سیارک کشف شده‌است که در ۱۶ اوت ۱۹۹۰ کشف شد.
قدر مطلق سیارک برابر ۱۳٫۸۰ است.